# Materia (filozofia)
Materia (łac. materia) – pojęcie ontologiczne bytu czasoprzestrzennego, rozpatrywane i definiowane w różny sposób na przestrzeni lat, stanowiące jedno z podstawowych pojęć filozofii. Łaciński termin materia powstał wraz z wieloma innymi łacińskimi terminami filozoficznymi w okresie hellenistycznym (III – I wiek p.n.e.).

## Historia

### Starożytność
W jońskiej filozofii przyrody Anaksymander rozpatrywał ogólne prawa przekształcania się przyrody, a mianowicie prawa ruchu, który jest nieodłączny od materii.
Empedokles zerwał z monizmem poprzednich filozofów, do których są zaliczani Tales z Miletu, Anaksymenes, Heraklit, Ksenofanes, przyjmując jako podstawowe składniki przyrody cztery żywioły: wodę, powietrze, ziemię i ogień.
W tym pierwszym okresie filozofii (do V wiek p.n.e.) pojęcie materii nie było jeszcze sprecyzowane, ani stosowane, wymienione żywioły traktowano jako podstawowe zasady (Arché) przyrody, toteż określanie tych filozofów jako materialistów w dzisiejszym rozumieniu nie znajduje uzasadnienia.
Platon uważał, że przyroda stanowi jedność elementów materialnych i pierwiastków idealnych oraz duchowych. Świat został zbudowany z istniejącego już przedtem tworzywa. Wszechświat powstał za sprawą Demiurga z nieokreślonej, bezkształtnej materii. W ten sposób Platon wprowadził nową koncepcję materii, którą uważał za abstrakcyjny składnik ciał.
Arystoteles rozróżniał w każdym obiekcie formę i materię (ὕλη). Materia nie istnieje samodzielnie, jest tylko podłożem zjawisk i przemian, bezpostaciowym, bezkształtnym tworzywem, z którego powstają byty w wyniku kształtowania jej przez formę substancjalną właściwą dla danej klasy bytów i dla danego indywidualnego bytu.

### Średniowiecze
Tomasz z Akwinu nauczał, że istotą substancji cielesnych jest forma i materia. Był to pogląd wspólny z Arystotelesem, zwany hilemorfizmem.

### Czasy nowożytne
Kartezjusz głosił, że przymiotem ciała jest rozciągłość. Ponieważ właściwością rozciągłości jest podzielność, Kartezjusz nie akceptował teorii atomizmu, odnowionej za jego czasów.
Gottfried Wilhelm Leibniz twierdził, że ciała są materialne, rozciągłe i podzielne. Jednak ciała traktował jako zjawiska.
Materia nie może zginąć. Antoine Lavoisier (1743–1794).

### XX i XXI wiek
W 1908 roku Włodzimierz Lenin w swoim dziele Materializm a empiriokrytycyzm podał następującą definicję materii:

Materia jest kategorią filozoficzną służącą do oznaczenia obiektywnej rzeczywistości, która dana jest człowiekowi we wrażeniach, którą nasze wrażenia kopiują, fotografują, odzwierciedlają, a która istnieje niezależnie od nich.

Określenie to zbieżne jest z opinią Boltzmanna, według którego "materią jest wszystko »co istnieje obiektywnie«, co oddziałuje na nasze zmysły, wywołując w nich wrażenia".
Niektóre z zamieszczonych tu informacji wymagają weryfikacji.
Dokładniejsze informacje o tym, co należy poprawić, być może znajdują się w dyskusji tej sekcji.
 Po wyeliminowaniu niedoskonałości należy usunąć szablon {{Dopracować}} z tej sekcji.
W związku z rozwojem badań fizycznych nad cząstkami elementarnymi filozofia przejęła stanowisko fizyki, w rozumieniu czym jest oraz czym nie jest materia.